# Llera
Llera – gmina w Hiszpanii, w rejonie Estremadura, w prowincji Badajoz. Zamieszkuje ją 955 osób.